# اورسولا برنز
اورسولا برنز (انگلیسی: Ursula Burns؛ زادهٔ ۲۰ سپتامبر ۱۹۵۸) کارآفرین، بازرگان و مدیر ارشد اجرایی آمریکایی است، که اکنون به‌عنوان مدیر عامل اجرایی و رئیس هیئت مدیره شرکت زیراکس فعالیت می‌کند.